# Harry Winter

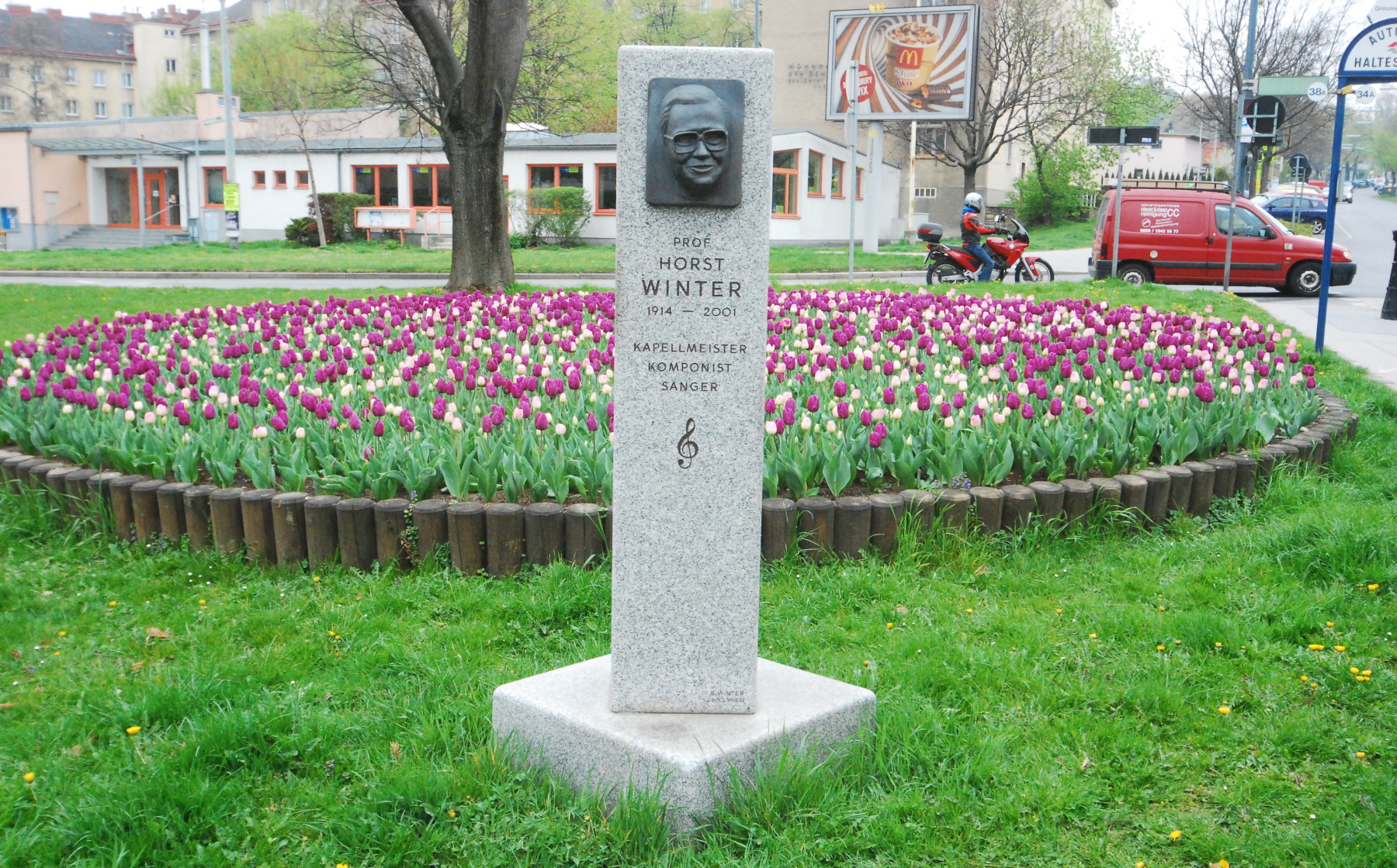
mémorial d'Horst Winter

Harry Winter, de son vrai nom Horst Winter (né le 24 septembre 1914 à Bytom, mort le 3 décembre 2001 à Vienne) est un musicien autrichien.

## Biographie
Harry Winter étudie la clarinette et le violon à l'université des arts de Berlin. Il joue principalement de la clarinette dans des orchestres de danse comme celui de Hans Rehmstedt et devient chanteur de swing. En 1941, il fonde son propre orchestre qui enregistre pour le label Tempo. Tolérante à ses débuts, la Chambre de la musique du Reich interdit les disques de musique d'origine américaine. Horst Winter est dans la Wehrmacht de 1943 à 1945, il est fait prisonnier par les Américains en Normandie. Après l'armistice, il s'installe à Vienne et crée en 1946 le Wiener Tanzorchester qui est en contrat avec Gerhard Mendelson. En 1948, il publie la chanson Und jetzt ist es still, écrite et composée par Hans Lang et Erich Meder, qui deviendra un succès mondiale par sa version en anglais, It's Oh So Quiet.
En 1950, il forme le Horst Winter Tanzorchester qui fait des galas en Allemagne et en Suisse. En 1955, il accompagne dans des tournées internationales des célébrités comme Marika Rökk.
En 1960, sous le nom de Harry Winter, il représente l'Autriche au Concours Eurovision de la chanson. Avec le titre Du hast mich so fasziniert, écrite par Robert Stolz, il finit septième sur treize participants.
Lors du festival de la chanson de Monte-Carlo l'année suivante, il remporte le grand prix avec Vogerl aus Wien. En 1973, il fait une apparition aux États-Unis pour accompagner Frank Sinatra. À l'occasion de ses 80 ans, l'ÖRF organise une émission spéciale avec le Richard Oesterreicher Big Band. Il donne des concerts jusqu'à six mois avant son décès.
- (de) Cet article est partiellement ou en totalité issu de l’article de Wikipédia en allemand intitulé « Horst Winter » (voir la liste des auteurs).